# تشارلز براون (سياسي أمريكي)
تشارلز براون (بالإنجليزية: Charles Brown)‏ هو سياسي أمريكي، ولد في 23 سبتمبر 1797 في فيلادلفيا في الولايات المتحدة، وتوفي في 4 سبتمبر 1883. حزبياً، نشط في الحزب الجمهوري والحزب الديمقراطي. وقد انتخب عضو مجلس ولاية بنسيلفانيا وانتخب عضو مجلس نواب بنسيلفانيا وانتخب عضو مجلس النواب الأمريكي.